# Sylvia (animal)
Sylvia es un género de aves paseriformes de la familia Sylviidae, donde se clasifican 2 especies de pájaros. Este grupo se extiende por Eurasia y África.
Son aves de pequeño porte, plumaje discreto y poco vistoso, canto melodioso y prolongado, muy activas. Se mueven constantemente en busca de insectos de los que se alimentan. Habitan tanto zonas de bosques frondosos y claros, como zonas de matorral semidesértico, campos agrícolas y áreas urbanas. Las especies que nidifican en climas templados son migratorias.
La mayoría de las especies presentan dimorfismo sexual, y los machos suelen distinguirse por tener el píleo de distinto color y otro tipo de manchas y listas.

## Especies
El género abarca las siguientes especies:
- Sylvia atricapilla - curruca capirotada;
- Sylvia borin - curruca mosquitera;

Especies trasladadas a otros géneros
Estas especies se incluían en Sylvia hasta 2021.
Trasladadas al género Curruca
- Curruca nisoria - curruca gavilana;
- Curruca curruca - curruca zarcerilla;
- Curruca althaea - curruca de Hume;
- Curruca hortensis - curruca mirlona occidental;
- Curruca crassirostris - curruca mirlona oriental;
- Curruca leucomelaena - curruca árabe;
- Curruca nana - curruca enana;
- Curruca deserti - curruca sahariana;
- Curruca communis - curruca zarcera;
- Curruca undata - curruca rabilarga;
- Curruca sarda - curruca sarda;
- Curruca balearica - curruca balear;
- Curruca deserticola - curruca del Atlas;
- Curruca conspicillata - curruca tomillera;
- Curruca cantillans - curruca carrasqueña oriental;
- Curruca iberiae - curruca carrasqueña occidental;
- Curruca subalpina - curruca subalpina;
- Curruca melanocephala - curruca cabecinegra;
- Curruca mystacea - curruca de Menetries;
- Curruca ruppeli - curruca de Rüppell;
- Curruca melanothorax - curruca chipriota;
- Curruca buryi - curruca yemení;
- Curruca lugens - curruca parda;
- Curruca boehmi - curruca de Böhm;
- Curruca subcaerulea - curruca sureña;
- Curruca layardi - curruca de Layard.